# Pozdrav
Pozdrav ili pozdravi su kratke ritualizirane geste koje izražavaju poštovanje, prijateljstvo ili dobre želje pri sastanku ili rastanku ljudi. Osoba koja pozdravlja pokazuje svoje viđenje odnosa prema pozdravljenom. 
Načini pozdrava ovise o kulturi, vremenu ili modi.
Verbalni pozdrav u Hrvatskoj je primjerice "Bog", "bok", "dobar dan", "servus", "pomalo", "živia", "veselo", "zdravi bili". 
Neverbalni pozdravi mogu biti primjerice rukovanje, poljubac, zagrljaj ili mahanje rukom. 

## Razne vrste pozdrava
Pozdrav se može iskazati i:
- Različitim pokretima ruku, kao što je polaganje ruku na rame
- Smiješkom ili drugim izrazima lica

### Ostali projekti
|  | Zajednički poslužitelj ima još gradiva o temi pozdravi |